# Isophyllia sinuosa
Isophyllia sinuosa är en korallart som först beskrevs av Ellis och Daniel Solander 1786.  Isophyllia sinuosa ingår i släktet Isophyllia och familjen Mussidae. IUCN kategoriserar arten globalt som livskraftig. Inga underarter finns listade i Catalogue of Life.

## Bildgalleri

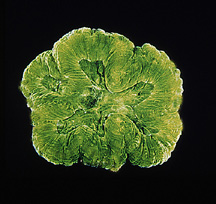